# Jičínka
Jičínka – rzeka o długości 25,8 km we wschodnich Czechach, w kraju morawsko-śląskim, w regionie północnych Moraw. Powierzchnia dorzecza 113,9 km². Prawy dopływ Odry.
Wypływa z Veřovickich vrchów w południowo-zachodnim Beskidzie Morawsko-Śląskim na wysokości 630 m n.p.m. Następnie płynie w kierunku północno-zachodnim przez gminy: Veřovice, Mořkov, Životice u Nového Jičína, Žilina, Nowy Jiczyn i Kunín, za którym na wysokości 243 m n.p.m. uchodzi do Odry.

## Większe dopływy
- Králův potok, lewy, uchodzi pod Mořkovem
- Zrzávka, lewy, uchodzi pod Nowym Jiczynem
- Rakovec, prawy, uchodzi pod Nowym Jiczynem
- Grasmanka, lewy, uchodzi pod Nowym Jiczynem